# Pierre Salinger
Pierre Salinger (14. června 1925, San Francisco, Kalifornie, USA – 16. října 2004, Cavaillon, Francie) byl americký novinář.

## Životopis
Narodil se v San Franciscu ve francouzsko-židovské rodině, jeho dědečkem byl socialistický politik Pierre Biétry. V dětství byl klavírním virtuosem. Od sedmnácti let pracoval v San Francisco Chronicle. V roce 1961 ho John Fitzgerald Kennedy jmenoval tiskovým mluvčím Bílého domu. Funkci opustil roku 1964, krátce působil jako senátor. V roce 1968 spolupracoval při předvolební kampani Bobbyho Kennedyho, po jeho zavraždění odešel do Francie, rodné země své matky. Působil jako reportér pro American Broadcasting Company, zpracoval sportovní akce (Zimní olympijské hry 1976, Tour de France) i události jako americká rukojmí v Íránu, let Pan Am 103 nebo Válka v Zálivu.
Je podle něj pojmenován syndrom Pierra Salingera – tendence považovat internet za důvěryhodnější než jiná média. Stalo se tak poté, kdy jeho blog přispěl k rozšíření nepravdivé informace, že let TWA 800 sestřelila omylem americká armáda.